# 鄧明 (景泰進士)
鄧明（1412年—1471年），字允哲，江西吉安府安福縣人，軍籍，治《易經》。

## 生平
九月二十二日生，行四，由國子生中式江西鄉試第十名舉人，會試中式第四十三名。年四十歲中式景泰二年辛未科第二甲第七十四名進士。

## 家族
曾祖鄧仁芳；祖鄧伯彥；父鄧祥端；母周氏。具慶下，妻彭氏，弟凝。